# بارك هي-جين (ممثلة)
بارك هي-جين (هانغل: 박희진) هي ممثلة كورية جنوبية، ولدت في 4 يونيو 1973 في كوريا الجنوبية.